# Церква НедоМудреця

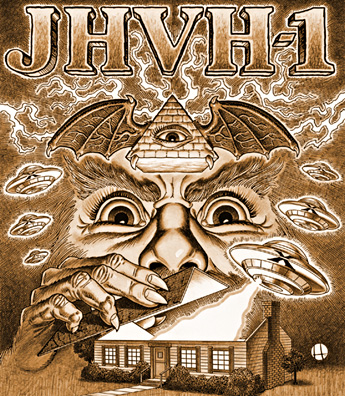
Єгова 1, верховний бог Церкви НедоМудреця

Церква НедоМудреця (англ. Church of the SubGenius) — американська пародійна релігія. Вона сповідує комплексну систему переконань, зосереджену навколо Дж. Р. «Боба» Доббса, продавця з 1950-х рр, який шанується своїми послідовниками як пророк. Керівники організації розробили детальні розповіді про Доббса і його зв'язки з різними богами. Їхнє центральне божество, Єгова 1, оточене іншими богами, взятими з давньої міфології та популярної художньої літератури. Книги організації описують Велику змову, яка прагне промивати людству голову і пригнічувати послідовників Доббса. У цій літературі організація постає, як суміш з культурних посилань до ретельно розробленої сукупності джерел.
Івен Стенг, що заснував Церкву НедоМудреця в 1970-х рр. —  високопоставлений лідер Церкви і публіцист. Він імітував дії інших релігійних лідерів, використовуючи тактику культурного глушіння намагаючись підірвати авторитет більш відомих віросповідань. Лідери організації вчать своїх послідовників уникати пануючого в світі меркантилізму та віри в абсолютні істини. Спільнота вважає, що «Дармівщина» (англ. Slack) має першорядне значення — вона ніде чітко не визначається, але її досягнення передбачає відсутність напруженої роботи і приємність відпочинку. Число послідовників цієї релігії невідоме, хоча ідеї організації добре прижилися серед студентів і діячів мистецтва США. Спільноту часто порівнюють з діскордіанізмом; ці дві ідеології у багатьох аспектах схожі, але мають і чіткі відмінності. Журналісти зазвичай вважають цю організацію добре продуманим жартом, проте деякі вчені стверджують, що це серйозна система глибоко укорінених переконань.